# Boophis viridis

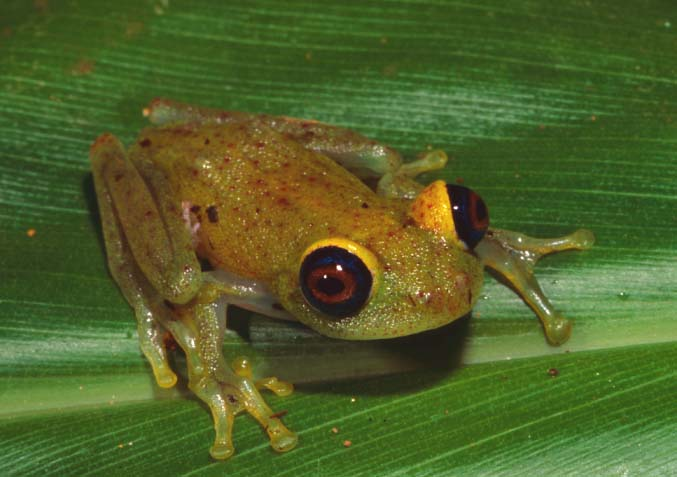
Boophis viridis, olivbraune Form

Boophis viridis, zuweilen auch Grüner Glanzaugenfrosch genannt, ist eine endemisch auf Madagaskar vorkommende Froschlurchart (Anura) aus der Familie der Madagaskarfrösche (Mantellidae).

## Merkmale
Die Kopf-Rumpf-Länge von Boophis viridis variiert von 32 bis zu 35 Millimetern bei den Weibchen und von 29 bis zu 30 Millimetern bei den Männchen. Kopf, Rücken sowie die Gliedmaßen sind meist grünlich und in den überwiegenden Fällen mit einem dichten Muster sehr kleiner rotbrauner Punkte überzogen. Die Rückenhaut ist glatt. Zuweilen treten olivbraun gefärbte Individuen auf. Die Bauchseite ist cremefarben, die Kehle bläulich. Die Schwimmhäute zwischen den Händen und Zehen sind schwach ausgebildet. Die Augen sind groß, die äußere Iris ist deutlich blau.

## Ähnliche Arten
Boophis viridis unterscheidet sich von anderen Boophis-Arten durch die blaue Farbe der äußeren Iris.

## Verbreitung und Lebensraum
Boophis viridis ist auf Madagaskar endemisch und kommt in einem langen Streifen auf der Ostseite der Insel verbreitet vor. Die Art besiedelt bevorzugt Regenwälder in Höhenlagen zwischen 350 und 1100 Metern. Sie fehlt in offenen Lebensräumen.

## Lebensweise
Boophis viridis lebt in dichter Vegetation. Die Rufe der Männchen werden meist nachts von einer leicht erhöhten Position aus gesendet. Ein aus der Natur entnommenes Weibchen legte 154 dunkelbraune Eier. Die Metamorphose findet überwiegend in langsam fließenden Bächen statt.

## Gefährdung
Aufgrund des großen Verbreitungsgebiets wird Boophis viridis von der Weltnaturschutzorganisation IUCN als „least concern = nicht gefährdet“ geführt. Eine gewisse Gefährdung der Art ergibt sich aufgrund von Lebensraumveränderungen durch Entwaldung, verstärkte Landwirtschaft oder Beweidung sowie durch Urbanisierung.